# Гака (танок)
Га́ка, Хака (маор. haka) — маорійський ритуал, що поєднує в собі танець, спів і своєрідну міміку. Гака є неодмінним атрибутом громадських (весілля, похорон, зустріч шанованих гостей) і державних заходів у Новій Зеландії.
Уперше гаку почали виконувати воїни маорі сотні років тому: перед кожним боєм вони за допомогою страхітливих рухів тіла та криків, виряченими очима й висолопленим язиком, своєю лютою експресією намагалися залякати ворога. Пізніше гаку стали використовувати й у мирних цілях, розповідаючи за допомогою неї про маорійські традиції та вірування.
У Новій Зеландії існує багато різних версій традиційного танцю, є навіть армійське її виконання. Та, загалом, гака, або «капа-гака» (маор. kapa haka),— це не тільки чоловічий танок, що супроводжується недружніми вигуками. Є й жіночий напрямок стародавнього звичаю, яке називається «пої» (маор. poi). Це також танок, що поєднується з жонглюванням кулями на мотузках. Жіноча гака спокійніша від чоловічого варіанту.

## Гака у спорті
Попри те, що будь-який різновид гаки в Новій Зеландії поважають і шанують, популярним на весь світ цей обрядовий спів у супроводі хитромудрих рухів став саме завдяки національній команді країни з реґбі.

«Смарагдовий, ідеально підстрижений газон. Супроти одна одній стоять дві групи чоловіків: кремезних і м'язистих, неймовірно сильних навіть на вигляд та одягнених у спортивну форму. Гравці збірної Нової Зеландії з реґбі одягнені в усе чорне: єдине світле пасмо — срібний лист папороті на грудях у кожного спортсмена.
Абсолютно не має значення, у що одягнені їхні опоненти. Абсолютно не важливо, хто вийшов на поле проти новозеландських «All Blacks». Нащадки маорі заспівають і станцюють страхітливу пісню війни проти будь-якого суперника…»

Офіційно збірна Нової Зеландії з реґбі з'явилася в 1892 році. А у 1905-му році британська газета «Daily mail», після розгрому новозеландцями місцевої команди, прозвала команду «All Blacks» (англ. «цілком чорні»). Так, завдячуючи своїй чорній формі й газетярам, збірна Аотеароа — країни довгої білої хмари — отримала прізвисько, спільне з гакою, яку гравці виконують перед кожною грою, стала їхньою візитівкою.
Виконання гаки дозволяє гравцям збірної налаштуватися на гру, забувши про все, що не стосується гри.
Спочатку «All Blacks» виконували гаку «ка-мате», точніше її частину, яка розповідає про чудесне спасіння воїна від ворогів завдяки Сонцю. Ключові уривки з цієї гаки:

Ka mate, ka mate! ka ora! ka ora!
Whiti te ra!

Це смерть, це смерть! (Або: Я помру) Це життя! Це життя! (Або: Я буду жити)
Сонце світить!

На додаток до цієї гаки, вигаданої сотні років тому вождем Равпарагою (маор. Rauparaha), «All Blacks» використовують і нову «Kapa o-Pango» («цілком чорні»), створену спеціально для збірної Нової Зеландії з реґбі. У ній мова йде не про подвиги колишніх маорі, а про сучасність: про бажання спортсменів здобувати перемоги, захищаючи честь країни. Про те, що новозеландці збираються зробити із суперниками, красномовно показує один із жестів нової гаки: рух долоні, що перерізає горло.